# Copa del Món de Ral·li de 2 Litres
La Copa del Món de Ral·li de 2 Litres (oficialment i en anglès FIA 2-Litre World Rally Cup for Manufacturers) va ser un campionat de ral·li organitzat per la FIA en paral·lel al Campionat Mundial de Ral·lis que es va disputar entre 1993 i 1999.
Solament era puntuable pels constructors o marques i els cotxes havíen de ser de dues rodes motrius i motor 2 litres, els coneguts com a F2.
En aquesta categoria, la marca que va guanyar més títols va ser la catalana SEAT amb tres amb el SEAT Ibiza Kit Car, contant amb pilots com Harri Rovanperä, Oriol Gómez, Toni Gardemeister, Jörgen Jonasson o Gwyndaf Evans.

## Ral·lis del Campionat
- Ral·li Acròpolis (1994, 1995)
- Ral·li de l'Argentina (1995, 1996)
- Ral·li d'Austràlia (1994, 1996)
- Ral·li de Catalunya (1994, 1996)
- Tour de Còrsega (1995, 1996)
- Ral·li de Finlàndia (1994, 1995)
- RAC Ral·li (1994, 1996)
- Ral·li de Monte-Carlo (1995, 1996)
- Ral·li de Nova Zelanda (1995, 1996)
- Ral·li de Portugal (1994, 1996)
- Ral·li de Sanremo (1994, 1995)
- Ral·li de Suècia (1994, 1995)

## Campions
| Any  | Marca                 |
| ---- | --------------------- |
| 1993 | General Motors Europe |
| 1994 | Škoda                 |
| 1995 | Peugeot               |
| 1996 | SEAT                  |
| 1997 | SEAT                  |
| 1998 | SEAT                  |
| 1999 | Renault               |